# Maryse Lafont
Pour les articles homonymes, voir Lafont.
Maryse Lafont, née Marie Louise Marguerite Lafont, est une poétesse française née le 22 septembre 1918 à Biarritz et morte à Bayonne le 24 janvier 2001.

## Recueils poétiques
- L’Exil du guérisseur, GLM, 1953 ;
- Le Chemin des terres, GLM, 1954 ;
- Ma seule écriture, avec un frontispice de François Laurié (René Char), GLM, 1955 ;
- Obscur Laurier, avec une eau forte de Joan Miró, GLM, 1962.

## Revues
Elle collabore à diverses revues de poésie dont :
- Botteghe Oscure 1953-1954-1955-1956.

## René Char
Maryse Lafont fut une compagne de René Char qui lui dédia de nombreux poèmes et qui eut avec elle une correspondance entre 1951 et 1966 (voir catalogue Binoche-Renaud-Giquello, 19 et 20 mai 2008, 521 lettres et cartes postales, p. 48-54)